# Anna Ritchie
Anna Ritchie est une archéologue et historienne britannique, née en 1943.

## Biographie

### Origines, études et famille
Anna Ritchie naît Anna Bachelier en 1943.
Scolarisée à la Woking Girls' Grammar School jusqu'en 1962, elle y développe un intérêt pour l'archéologie en s'occupant de la petite collection d'objets romains et égyptiens que possède l'école. Elle s'en souvient comme suit dans un échange de correspondance de 2019 avec l'auteur d'une étude sur cette collection, dont hérite en 2012 l'Egypt Center de l'université de Swansea : « les artefacts étaient exposés dans une vitrine dans le hall d'entrée principal de l'école, et j'adorais m'en occuper. Vous avez raison de penser que j'ai dressé le premier inventaire, et même que le musée a été un aiguillon pour mon avenir d'archéologue ».
Elle obtient son BA en 1965 à l'université de Cardiff, où elle a Richard J. C. Atkinson comme professeur. Elle poursuit ses études  d'archéologie à l'université d'Édimbourg, avec Stuart Piggott comme professeur, et soutient en 1970 une thèse de doctorat intitulée Settlements and economy in Britain during the first millennium B.C..
Elle épouse en 1965 ou 1968 son collègue archéologue James Neil Graham Ritchie (décédé en 2005). Le couple a deux enfants.

### Carrière
Elle commence sa carrière à la fin des années 1960. Elle et son mari collaborent souvent à des travaux de terrain, des recherches et des projets d'écriture, notamment Scotland: Archaeology and Early History (1981), l'Oxford Archaeological Guide to Scotland (1998) et The Ancient Monuments of Orkney, publié en 1978.
Dans les années 1970, elle dirige des fouilles sur trois sites archéologiques majeurs des Orcades : la ferme picte et viking de Buckquoy à Birsay, la ferme néolithique de Knap of Howar sur Papa Westray et un cairn chambré néolithique sur Holm of Papa Westray. En plus de nombreuses publications dans des revues et collections universitaires, Anna Ritchie est l'auteur de nombreux guides et publications grand public pour des organismes gouvernementaux (HMSO et Historic Environment Scotland), couvrant des sujets tels que la préhistoire écossaise, les Pictes, les Vikings, la sculpture du début du Moyen Âge et des travaux centrés sur l'archéologie d'Iona, des Orcades, des Shetland et de Bute. Elle est également consultante pour les séries télévisées Time Team et Blood of the Vikings.
Elle est la première femme présidente de la Society of Antiquaries of Scotland (1990-1993), vice-présidente de la Society of Antiquaries (Londres) et reçoit un OBE pour ses services à l'archéologie en 1997. Elle a été administratrice du musée national d'Écosse et du British Museum[Quand ?] et soutient les organisations patrimoniales SCAPE Trust, Groam House Museum et The Govan Stones (en)[réf. nécessaire].

## Publications
- (en) Anna Ritchie et Graham Ritchie, Scotland: An Oxford Archaeological Guide, Oxford, Oxford University Press, coll. « Oxford Archaeological Guides », 25 juin 1998, 272 p. (ISBN 978-0192880024)
- (en) Book of Iona, Londres, Batsford (en), 5 avril 1997, 128 p. (ISBN 978-0713478563)
- (en) Prehistoric Orkney, Londres, Batsford, 5 mars 1995, 128 p. (ISBN 978-0713475937)
- (en) Viking Scotland, Londres, Batsford, 5 octobre 1993, 152 p. (ISBN 978-0713473162)
- (en) Scotland BC : An Introduction to the Prehistoric Houses, Tombs, Ceremonial Monuments, and Fortifications in the Care of the Secretary of State for Scotland, Londres, The Stationery Office (en), 1er janvier 1988, 80 p. (ISBN 978-0114934279)
- (en) J. N. G. Ritchie et Anna Ritchie, Scotland: Archaeology and Early History, Londres, Thames & Hudson, coll. « Ancient Peoples and Places », 16 mars 1981, 192 p. (ISBN 978-0500021002)
- (en) The Kingdom of the Picts, Édimbourg, Chambers (en), coll. « The Way It Was », 1er janvier 1977, 49 p. (ISBN 978-0550755346)